# Рылько, Пётр Дмитриевич
Пётр Дмитриевич Рылько (25 августа 1904, Дубровка, Брянский уезд, Орловская губерния, Российская империя — 7 июня 1993, Кокино, Выгоничский район, Брянская область, Российская Федерация) — советский педагог, Герой Социалистического Труда.

## Биография
Родился в 1904 году в Дубровке Алешинской волости Брянского уезда Орловской губернии в семье кучера Дмитрия Михайловича Рылько (после революции отец возглавлял отдел образования). В общей сложности в семье Рылько было 13 детей.
В 1914 году окончил церковно-приходскую школу в селе Давыдчи, в 1920 году — Дубровскую среднюю школу. Во время учёбы в Новозыбковском агротехникуме (1920—1923) основал в нём кружок ликбеза. С 1923 года в Забайкалье, за время работы там окончил по заочной программе педагогическое отделение МСХА им. К. А. Тимирязева.
В 1925 году организовал в селе Мякишево первую в Брянской губернии школу крестьянской молодёжи, среди учеников которой был будущий поэт и редактор, Герой Социалистического Труда Николай Грибачёв. В качестве селькора сотрудничал в газете «Беднота», вёл переписку с Н. К. Крупской. В 1930 году по инициативе Рылько открыт Кокинский сельскохозяйственный техникум — первое учебное заведение данного типа в Брянской области. Сам Рылько стал его первым директором. В первом наборе техникума — 30 студентов, с которыми работали 4 преподавателя. Впоследствии с расширением техникума при нём построен учебно-жилой городок.
После начала Великой Отечественной войны эвакуирован. Вернулся в Кокино осенью 1943 года после освобождения посёлка от немецкой оккупации; к этому моменту комплекс техникума был полностью разрушен. Рылько возглавил работы по восстановлению техникума, который возобновил работу с нового учебного года, в сентябре 1944 года. В послевоенные годы Кокинский техникум, имевший одни из лучших в СССР показателей, стал базовым учебным заведением для подготовки зарубежных специалистов по сельскому хозяйству. По разным источникам, в этом заведении обучались студенты из 45 или 50 стран мира. В общей сложности техникум за 50 лет под руководством Рылько подготовил порядка 12 тысяч специалистов и был награждён орденом Трудового Красного Знамени.
В 1980 году Рылько инициировал открытие на базе Кокинского совхоза-техникума Брянского государственного сельскохозяйственного института (с 1995 года Брянская государственная сельскохозяйственная академия, впоследствии Брянский государственный аграрный университет). В этом вузе Рылько занял пост проректора по среднему сельскохозяйственному образованию. 3 ноября этого же года Рылько «за выдающиеся успехи в развитии образования» указом Президиума Верховного Совета СССР присвоено звание Героя Социалистического Труда.
Вышел на пенсию в 1988 году. Проживал в Кокино, где и скончался 7 июня 1993 года. Похоронен там же. Одна из дочерей, Нина Петровна Рылько, — член Союза писателей России.

## Награды
- медаль «Серп и Молот» (1980).
- 2 ордена Ленина (1975, 1980[1]).
- орден Октябрьской Революции (1971[1]).
- орден Трудового Красного Знамени (1966[1]).
- орден «Знак Почета».
- Заслуженный учитель РСФСР.
- Почетный гражданин посёлка Дубровка[2].

## Память
- В 1998 году открыты мемориальная доска на здании Дубровской средней школы № 1, которую окончил Пётр Рылько, и мемориальный уголок в школьном музее[2].
- В 2003 году открыта мемориальная доска памяти П. Д. Рылько на здании Брянской государственной сельскохозяйственной академии[2].
- Имя Петра Дмитриевича Рылько носит улица посёлка Дубровка[1].
- В Брянской государственной сельскохозяйственной академии учреждена стипендия имени П. Д. Рылько[1].